# Fontenay-en-Vexin
Fontenay-en-Vexin (früher lediglich Fontenay) ist eine Ortschaft und eine ehemalige französische Gemeinde mit 254 Einwohnern (Stand: 1. Januar 2022) im Département Eure in der Region Normandie. Sie gehörte zum Arrondissement Les Andelys und zum Kanton Les Andelys.
Mit Wirkung vom 1. Januar 2016 wurden die bis dahin selbstständigen Gemeinden Berthenonville, Bus-Saint-Rémy, Cahaignes, Cantiers, Civières, Dampsmesnil, Écos, Fontenay-en-Vexin, Forêt-la-Folie, Fourges, Fours-en-Vexin, Guitry, Panilleuse und Tourny zu einer Commune nouvelle mit dem Namen Vexin-sur-Epte zusammengelegt und besitzen in der neuen Gemeinde den Status einer Commune déléguée. Der Verwaltungssitz befindet sich im Ort Écos.

## Nachbarorte
Nachbarorte sind Cantiers im Norden, Les Thilliers-en-Vexin und Authevernes im Nordosten, Cahaignes im Osten, Civières im Süden, Tourny im Südwesten, Guitry im Westen und Mouflaines im Nordwesten.

## Bevölkerungsentwicklung

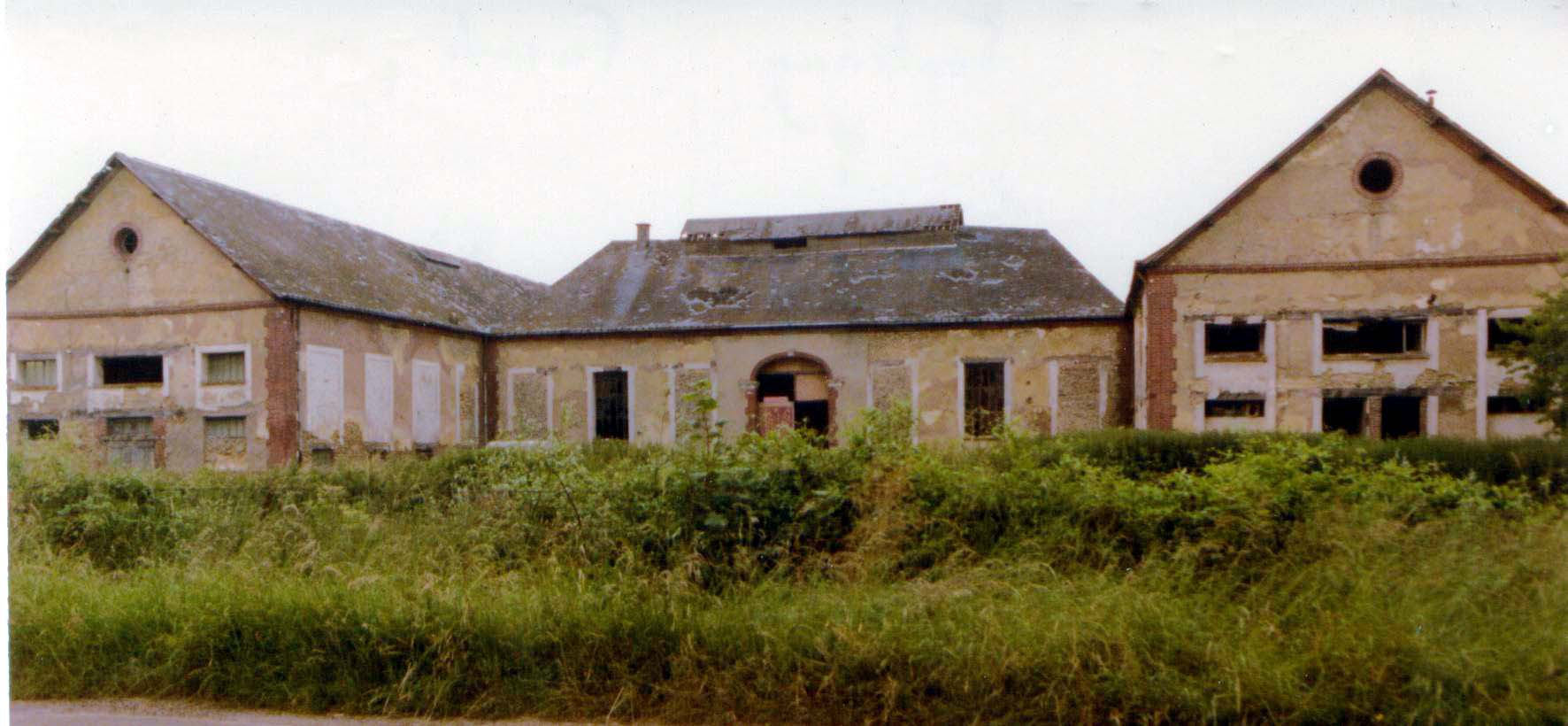
Ehemalige Zuckerfabrik in Fontenay

| Jahr      | 1962 | 1968 | 1975 | 1982 | 1990 | 1999 | 2008 | 2015 |
| --------- | ---- | ---- | ---- | ---- | ---- | ---- | ---- | ---- |
| Einwohner | 200  | 225  | 200  | 225  | 234  | 265  | 319  | 279  |